# 因島汽船
因島汽船株式会社（いんのしまきせん）は、広島県尾道市に本社を置く会社。しまなみ海道開通以前は、その名の通り尾道と因島・今治の間を結ぶ高速船およびフェリー航路のほか、今治と三原や大三島を結ぶ航路を運営していた。瀬戸内海汽船設立発起人7社の内の1社であるが、愛媛汽船統制組合にも所属していたため同組合が法人化した愛媛汽船とも密接な関係である。既に直営航路は全て廃止され、現在は介護業を営んでいる。

## 沿革
- 1919年（大正7年） - 会社設立。
- 1985年（昭和60年） - いんのしまシーサイドホテルを営業開始、航路補償金で「ホテル臨海」（1974年開業）を買収したもの。
- 2002年（平成14年） - いんのしまシーサイドホテルを廃業、同施設を有料老人ホーム・デイサービスに改築改修。
- 2003年（平成15年） - 有料老人ホーム・デイサービスの営業を開始。

## 関連会社

### 現在
- 瀬戸内海汽船
- 愛媛汽船
- 大三島フェリー
  - 朝日海運・愛媛汽船・山陽商船・因島汽船による共同出資。
- 芸予汽船
  - 第3セクター、出資比率は愛媛汽船40.67%・因島汽船25.83%・今治市20%・上島町7.5%・尾道市6%。
- 芸予開発
  - 昭和60年12月設立、出資比率は愛媛汽船44%・因島汽船26%・今治大島フェリー20%・今治高速船10%。
  - しまなみ海道において、大島北・伯方島の2料金所の業務等を受託している。
- 本四バス開発
- 瀬戸内しまなみリーディング

### 過去
- 因島運航
- 協和汽船
- 因島フェリー
  - 村上海運（因島重井町）が昭和32年から営んでいた木原（三原市）-重井（因島）の貨物フェリー航路を、瀬戸内海汽船・因島汽船・愛媛汽船・生口汽船が出資して昭和41年に旅客フェリー化したもの。高頻度運航・高乗船率のドル箱航路であった。
- 因島商船
- 今治高速船
  - 因島汽船と愛媛汽船の共同出資、今治-土生-尾道・今治-大三島（井口）の両航路を高速船で結んだ。
- 因島シーサイドホテル
  - 因島汽船・因の島運輸・因の島ガスほかによる共同出資、いんのしまシーサイドホテルの運営会社。

## 廃止航路
- 今治-尾道航路（津島線）
  - 尾道 - 瀬戸田 - 盛 - 井口 - 甘崎 - 瀬戸 - 熊口 - 早川 - 泊 - 幸 - 今治
    - 1950年（昭和25年）、瀬戸内海汽船より買収した航路。
    - 1969年（昭和44年）、津島線の内、尾道-瀬戸田間が瀬戸内海汽船に再譲渡され、瀬戸内海汽船の今尾線が瀬戸田に寄港するようになる。
- 今治-尾道航路（鷹島線）
  - 尾道 - 重井 - 西浦 - 田熊 - 宇和部 - 土生 - 弓削 - 佐島 - 岩城 - 北浦 - 甘崎 - 瀬戸 - 熊口 - 早川 - 泊 - 幸 - 今治
    - 瀬戸内海汽船は今治-尾道に水中翼船を就航させた1964年（昭和39年）をもって島周り航路からは撤退した。
      - 瀬戸内海汽船では、元々この系統が今治-尾道の本航路だった。
- 今治-尾道航路（木浦線）
  - 尾道 - 重井 - 西浦 - 田熊 - 宇和部 - 土生 - 弓削 - 佐島 - 岩城 - 木浦 - 友浦 - 今治
    - 1949年（昭和24年）に土生-今治間で運航開始、尾道方面へは瀬戸内海汽船便に乗り換える必要があった。
    - 1964年（昭和39年）、瀬戸内海汽船と航路交換の形で当航路に就航した愛媛汽船は尾道-今治を直通した。
    - 1968年（昭和43年）から共同運航の愛媛汽船とともに矢継ぎ早に200t級のフェリーを建造就航させ、大変な成功を収めた。
- 因島-今治航路（小用線）
  - 土生 - 宇和部 - 田熊 - 洲江 - 原 - 宮原 - 井口 - 甘崎 - 瀬戸 - 熊口 - 早川 - 泊 - 幸 - 今治
- 因島-尾道航路（西廻り）
  - 尾道 - 重井 - 西浦 - 田熊 - 江の内 - 宇和部 - 土生
- 因島-尾道航路（東廻り）
  - 尾道 - 岩子島 - 津部田 - 大浜 - 外浦 - 鏡 - 椋浦 - 三庄 - 三庄小用 - 土生
- 今治-大三島航路
  - 井口 - 瀬戸 - 熊口 - 今治
- 今治-土生航路
  - 土生 - 瀬戸田 - 垂水 - 井口 - 甘崎 - 瀬戸 - 熊口 - 早川 - 泊 - 幸 - 今治
- 今治-三原航路（今治-土生航路を改編）
  - 三原 - 瀬戸田 - 垂水 - 井口 - 甘崎 - 瀬戸 - 熊口 - 早川 - 泊 - 幸 - 今治

## 船舶
- ちかみ丸

引退後、大島汽船へ売却、その後明和土木「明和丸」となる。機関・上部構造物を撤去して台船として使用、東日本大震災の津波で座礁するも離礁・修理、2014年に廃船。
- 第七はぶ丸

1967年竣工、備南船舶工業建造、1977年に岩城汽船に売却「第八親交丸」、1996年に竜ヶ岳観光開発に売却「上天草」、1999年に新門司海運に売却「しんもじ8号」となる。
- 第八はぶ丸

1971年竣工、備南船舶工業建造、1983年に笠岡フェリーに売却「第十五大福丸」となった後、1988年に引退、貨物フェリー化
- 第十はぶ丸

1972年竣工、備南船舶工業建造、1988年に三光汽船に売却「しらたき」となる、2000年に引退、海外売船。
- 第十一はぶ丸

1973年竣工、備南船舶工業建造、1988年に売却
- 第十二はぶ丸

1977年竣工、川本造船所建造、1988年に芸予観光フェリーへ移籍、1990年に第五愛媛 (2代)の就航により予備船化、1994年海外売船
- 第十五はぶ丸

1982年竣工、川本造船所建造、1988年に芸予観光フェリーへ移籍、1994年に予備船化、その後、藤井一彦に売却